# Beardius triangulatus
Beardius triangulatus är en tvåvingeart som beskrevs av Andersen och Ole Anton Saether 1996. Beardius triangulatus ingår i släktet Beardius och familjen fjädermyggor.
Artens utbredningsområde är Costa Rica. Inga underarter finns listade i Catalogue of Life.